# Monaco aux Jeux olympiques d'été de 2012
Vous lisez un « bon article » labellisé en 2013.
Monaco participe aux Jeux olympiques d'été de 2012 à Londres au Royaume-Uni du 27 juillet au 12 août 2012. Il s'agit de sa 19e participation à des Jeux olympiques d'été.
La délégation olympique monégasque, menée par son chef de mission Sébastien Gattuso, est la plus grande depuis celle des Jeux olympiques d'été de 1988 avec six athlètes dans six sports (cinq hommes et une femme). Elle est représentée par son porte-drapeau, la nageuse Angélique Trinquier, lors de la cérémonie d'ouverture.
Monaco fait partie des pays qui ne remportent pas de médaille durant ces Jeux olympiques. Un seul athlète monégasque se classe parmi les dix premiers de sa catégorie ; il s'agit de Yann Siccardi qui prend la neuvième place du tournoi de judo des moins de 60 kg. Un autre athlète se place dans le top 20 de son épreuve : Mathias Raymond obtient le 18e rang du skiff en aviron. Les représentants monégasques restants se classent quant à eux en 45e position pour deux d'entre eux et en 49e position pour un autre, alors que Brice Etès se voit disqualifié en athlétisme.
Durant les Jeux, le pays dispose d'une Maison de Monaco située dans le quartier de Piccadilly à Londres et émet des timbres à l'occasion de ceux-ci. Également, les Monégasques peuvent regarder les Jeux sur les chaînes de télévision françaises.

## Préparation et arrivée au village olympique

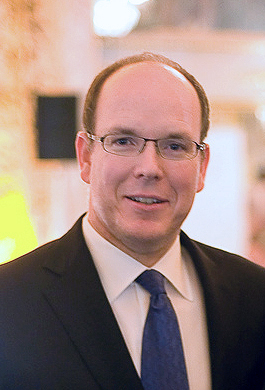
Le prince souverain Albert II de Monaco (ici, en 2008) fait partie des officiels de la délégation monégasque.

La délégation monégasque pour ces Jeux olympiques est composée de six athlètes ainsi que de six entraîneurs, d'un kinésithérapeute et de cinq officiels : le prince souverain de Monaco, membre du Comité international olympique et président du comité olympique monégasque (COM) Albert II de Monaco, sa femme Charlène Wittstock, Yvette Lambin-Berti, secrétaire général du COM, Sébastien Gattuso, le chef de mission et Stéphan Maggi, attaché de presse du COM. Concernant le nombre d'athlètes, il s'agit de la plus grande délégation depuis les Jeux olympiques d'été de 1988 à Séoul en Corée du Sud. Avant les Jeux, le prince Albert II encourage les six athlètes « à atteindre l’excellence par rapport aux objectifs qu’ils se sont fixés individuellement » et à « donner le meilleur de soi-même en dépassant peut-être ses limites et le vivre comme une victoire ».
Les membres de la délégation arrivent à différents moments. En effet, les premiers à arriver sont le marin Damien Desprat, le 22 juillet, pour tester son matériel sur les sites de Weymouth et de Portland qui accueillent les épreuves de voile ainsi que le chef de mission Sébastien Gattuso qui prépare l'arrivée des autres athlètes, des entraîneurs et du kinésithérapeute, qui rejoignent, quant à eux, Londres le mercredi 25 juillet,.
À la même date, à 19 heures, a lieu la cérémonie de bienvenue de la délégation monégasque ainsi que des délégations canadiennes, marocaines, portugaises et serbes au village olympique. Durant cette cérémonie, un discours de bienvenue du maire du village Charles Allen ainsi qu'une remise de cadeaux, effectuée par le chef de mission, ont lieu,. Enfin, le drapeau monégasque est levé et l'hymne monégasque est joué.
Pendant les Jeux, les athlètes monégasques occupent un des onze immeubles du village olympique aux côtés des Français et des Croates. Ils sont un ou deux par chambre. Le prince Albert II et sa femme Charlène Wittstock visitent le village au début des Jeux.

## Cérémonies d'ouverture et de clôture
Monaco est la 124e délégation, après la Moldavie et avant la Mongolie, à entrer dans le stade olympique de Londres au cours du défilé des nations durant la cérémonie d'ouverture. La porte-drapeau du pays est la nageuse Angélique Trinquier, qui succède dans cette fonction au rameur Mathias Raymond. Le nom de Trinquier en tant que porte-drapeau est dévoilé par Albert II de Monaco le 12 juillet 2012 lors de la conférence de presse de présentations des participants monégasques aux Jeux de Londres. Elle devient la première porte-drapeau féminine monégasque aux Jeux olympiques d'été. Elle déclare après cette annonce qu'elle est surprise et que « c'est un très grand honneur » pour elle. À la fin des Jeux, elle affirme que son « image forte de ces Jeux » est l'entrée en tant que porte-drapeau dans le stade olympique. Pour elle, « c’était à la fois magique et vraiment énorme ! » Tous les athlètes monégasques ne participent pas à cette cérémonie. En effet, Mathias Raymond et le judoka Yann Siccardi ne prennent pas part au défilé de leur délégation le 27 juillet car ils commencent leur compétition dès le lendemain.
Lors de la cérémonie de clôture, le 12 août, les athlètes défilent mélangés et sont menés par les porte-drapeaux de toutes les nations participantes. Le marin Damien Desprat porte le drapeau monégasque.

## Compétitions

### Athlétisme
Monaco n'aligne qu'un seul représentant lors des épreuves d'athlétisme à ces Jeux olympiques. Il s'agit du coureur de demi-fond Brice Etès, qui a reçu une invitation. Cet athlète de 28 ans participe à ses premiers Jeux olympiques mais a déjà concouru aux Championnats du monde 2011 ainsi qu'aux championnats du monde en salle en 2010 et en 2012 et aux Championnats d'Europe d'athlétisme (en plein air en 2010 et en salle en 2011). Enfin, il a également remporté, entre autres, la médaille de bronze sur 800 m lors des Jeux des Petits États d'Europe en 2001 et celle d'or sur la même distance en 2005, 2007 et 2011.

#### Qualification
Brice Etès n'est pas parvenu à satisfaire les minima de qualification A ou B du 800 m, qui sont de 1 minute 45 secondes 60 et 1 minute 46 secondes 30. Son meilleur résultat obtenu pendant la période de qualification, entre le 1er mai 2011 et le 8 juillet 2012, était un temps de 1 minute 48 secondes 22 lors des Championnats du monde de Daegu en Corée du Sud, le 27 août 2011. Monaco a toutefois pu l'engager en raison de la règle qui autorise un comité national olympique à inscrire son meilleur athlète (masculin et féminin) sur une épreuve sauf le 10 000 mètres, le 3 000 mètres steeple et les épreuves combinées (décathlon et heptathlon). Ces invitations sont soumises à l'acceptation de l'Association internationale des fédérations d'athlétisme (IAAF).

#### Résultat

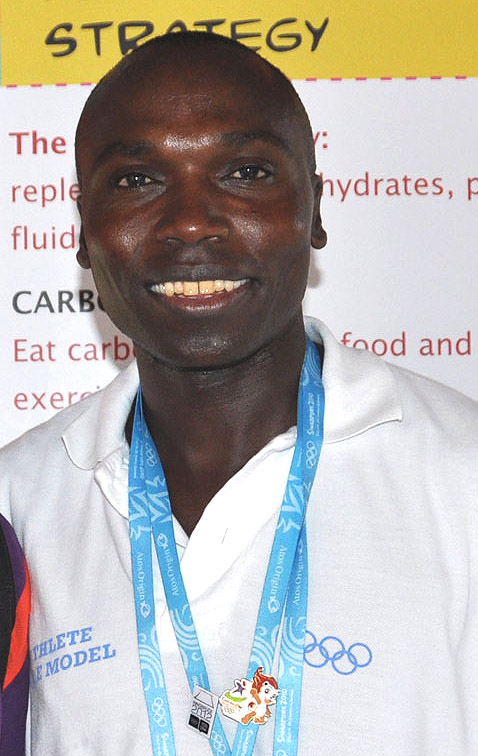
L'ancien recordman du monde et actuel recordman d'Europe du 800 m Wilson Kipketer (ici, en 2010) co-entraîne Brice Etès.

Afin de préparer sa course, Brice Etès quitte Londres, le lendemain de la cérémonie d'ouverture, le 28 juillet, pour pouvoir s'entraîner dans la principauté. Il revient dans la capitale britannique le 3 août. Il « est assez confiant » avant la course, déclare Didier Boinon, responsable de la Fédération monégasque d'athlétisme et entraîneur d'Etès aux côtés du Danois Wilson Kipketer, ancien recordman du monde et actuel recordman d'Europe du 800 m,.
Etès participe aux séries du 800 m qui ont lieu dans la matinée du 6 août dans le stade olympique de Londres. Il participe plus particulièrement à la quatrième course de ce tour aux côtés notamment du Français Pierre-Ambroise Bosse, de l'Américain Nick Symmonds et du Russe Yuriy Borzakovskiy, champion olympique de la distance en 2004. Après avoir parcouru la distance en 1 min 54 s (soit le 8e et dernier temps de la série), il est disqualifié de la course pour ne pas avoir été respecté la règle 163.3 a du règlement de l'IAAF qui stipule que « Dans toutes les courses disputées en couloirs, chaque athlète
gardera du départ à l’arrivée le couloir qui lui est attribué. » ; en effet, lors de la course, il a « mordu » la ligne de son couloir, le 7, juste après le départ,,.
Deux jours après la course, l'athlète explique que les causes de sa contre-performance sont une tendinite contractée en mai au niveau du tendon d'Achille et le manque de préparation qui en a découlé. En effet, avec une blessure d'une durée d'un mois et demi et uniquement une semaine et demie d'entraînement avant son épreuve, il ne se faisait « pas trop d'illusion ». De plus, il pense qu'il est parti trop vite « par rapport à la performance » qu'il s'imaginait réaliser s'il n'avait pas été disqualifié. Il se fixe comme prochains objectifs les Jeux des Petits États d'Europe ainsi que les Jeux de la Francophonie 2013 et ne pense pas arrêter sa carrière avant les Jeux olympiques d'été de 2016 à Rio de Janeiro au Brésil. Didier Boinon déclare, quant à lui, qu'il est déçu pour Etès « car c'est un garçon qui s'investit beaucoup dans sa passion ». Faisant également le lien entre ce résultat et le manque d'entraînement qui a suivi la blessure du sportif au tendon d'Achille, Boinon pense qu'Etès « a signé une performance honorable ». Quant à Albert II de Monaco, il dit : « C'est une déception, mais nous le reverrons et il aura l'occasion de prouver sa vraie valeur ».
| Athlète    | Épreuve | Séries      | Séries      | Demi-finales | Demi-finales | Finale       | Finale       |
| Athlète    | Épreuve | Résultat    | Rang        | Résultat     | Rang         | Résultat     | Rang         |
| ---------- | ------- | ----------- | ----------- | ------------ | ------------ | ------------ | ------------ |
| Brice Etès | 800 m   | Disqualifié | Disqualifié | Non qualifié | Non qualifié | Non qualifié | Non qualifié |

### Aviron
Un seul rameur monégasque, Mathias Raymond, participe aux Jeux de Londres. À 26 ans, il s'agit de sa seconde participation aux Jeux olympiques après 2008 où il était porte-drapeau du pays et où il a pris la 22e place du skiff. Raymond a également concouru aux championnats du monde d'aviron 2007, aux Jeux méditerranéens de 2009 où il a terminé 6e et à deux manches de la coupe du monde d'aviron en 2012. Enfin, il a également remporté 6 titres de champion de France et 15 médailles françaises durant sa carrière.

#### Qualification
Chaque pays pouvait se qualifier pour les épreuves d'aviron via les Championnats du monde 2011 qui se déroulaient sur le lac de Bled en Slovénie ou via les différentes régates de qualification olympique qui ont eu lieu en 2011 et 2012. Toutefois, Monaco, qui ne s'est pas qualifié via ces épreuves, a pu bénéficier, avec le Niger, d'une invitation de la commission tripartite (composée du Comité international olympique (CIO), de l'Association des comités nationaux olympiques (ACNO) et de la Fédération internationale des sociétés d'aviron) pour participer à l'épreuve du skiff,.

#### Résultat
Quelques jours avant la compétition, Mathias Raymond se sent « impatient […] d’en découdre et de retrouver la compétition » et il a « hâte que ça commence ». Pour le rameur, l'épreuve de skiff débute le 28 juillet 2012 à Dorney Lake avec les qualifications. Il participe à la troisième série de celles-ci, aux côtés du médaillé européen suédois Lassi Karonen, en prenant place dans le quatrième couloir. Après 2 000 mètres de course, il se place à la troisième et dernière place qualificative pour les quarts de finale, derrière Karonen et l'Azerbaïdjanais Aleksandrov, et évite de passer par les repêchages en battant son record personnel en 6 min 58 s 60 et en réalisant le 16e temps au total,. Il commente après la course : « Je suis content, ça s'est très bien passé ». Il s'est fait plaisir, l'essentiel pour lui « avec qui plus est un résultat au bout du compte »,.

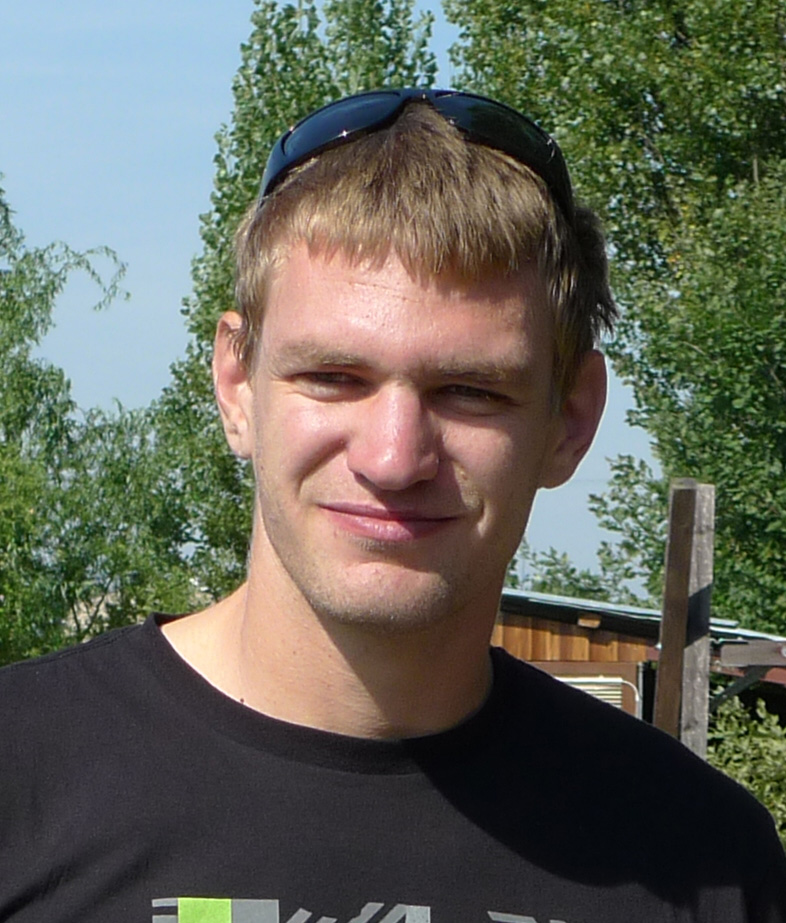
Le Tchèque Ondřej Synek, qui va remporter la médaille d'argent de l'épreuve, participe au même quart de finale que Mathias Raymond.

Les quarts de finale ont lieu le 31 juillet. L'objectif de Raymond lors de cette épreuve est de faire « une course pleine » et de se refaire plaisir. Il participe au quatrième et dernier quart en compagnie du futur médaillé d'argent tchèque Ondřej Synek, du Norvégien Olaf Tufte, double champion olympique en titre de l'épreuve et du double champion du monde en titre, le Danois Henrik Stephansen,. Lors de la course, le rameur débute en quatrième position où pendant les 700 premiers mètres, il est à côté de « grands noms de l’aviron »,. Il recule ensuite à la cinquième place pour rester sur son rythme et sa propre cadence,. Après être resté à une certaine distance du sixième, il termine donc cinquième en 7 min 20 s 16, ce qui est, selon lui, un temps correct, et se qualifie, par conséquent, pour les demi-finales C/D, qui déterminent les places 13 à 24,. Il explique après la course : « En toute objectivité, je ne peux pas dire que je serai médaillable. […] Mon objectif principal est de me faire plaisir sur toutes mes courses. Pour l'instant, j'ai réussi. Pourvu que ça dure… »
Le lendemain, le rameur participe à la première des demi-finales C/D aux côtés notamment du médaillé européen croate Mario Vekić et du champion asiatique de l'épreuve en 2011, l'Iranien Mohsen Sendi. Il pense qu'il a un assez bon tirage mais si ça sera compliqué à nouveau et qu'il devra « sortir une grande course et remplir [son] contrat »,. Lors de la course, Raymond débute à son rythme à la cinquième place puis commence à attaquer à partir des 1 000 m en réalisant le dernier 500 m le plus rapide parmi ses concurrents en 1 min 54 s 91,. Ceci lui permet d'atteindre la troisième place de cette demi-finale, avec un temps de 7 min 38 s 17, et de se qualifier pour la finale C qui permet d'attribuer les places 13 à 18. L'athlète est très satisfait tandis que son entraîneur pense qu'il a fait une très bonne course et qu'il a apporté « une petite correction technique pour être encore plus efficace ».
La dernière course de Raymond a lieu le 3 août. Il retrouve notamment dans cette finale C le Danois Stephansen, le Croate Vekić ou encore l'Indien Singh, déjà rencontrés lors des tours précédents. Lors de celle-ci, il espère « se faire plaisir avant tout » et tout faire pour ne pas avoir de regret. Raymond commence cette course en cinquième position puis rétrograde dès la mi-course à la sixième place où il finit avec un temps de 7 min 36 s 35. Ce rang lui permet de terminer à la 18e place de l'épreuve, ce qui constitue une amélioration par rapport à 2008 où il avait atteint la 22e position,.
Après l'épreuve, l'entraîneur Jean-Louis Antognelli pense que son athlète « a atteint son objectif en étant à 100 % » en accédant à la finale C qu'il pouvait atteindre et se montre par conséquent très satisfait de son élève tandis que le prince Albert II est satisfait et pense qu'« il serait intéressant de le voir avec un équipier sur un autre bateau ». Enfin, Mathias Raymond commente son résultat en déclarant que son meilleur souvenir des Jeux était d'avoir atteint la finale C et que « toutes ces années de travail et d’entraînement ont fini par payer ». Concernant son futur sportif, sa participation aux Jeux de 2016 est incertaine en raison de sa future carrière professionnelle dans l'administration monégasque.
| Athlète         | Compétition | Séries        | Séries | Repêchage | Repêchage | Quarts de finale | Quarts de finale | Demi-finales  | Demi-finales | Finales       | Finales |
| Athlète         | Compétition | Temps         | Rang   | Temps     | Rang      | Temps            | Rang             | Temps         | Rang         | Temps         | Rang    |
| --------------- | ----------- | ------------- | ------ | --------- | --------- | ---------------- | ---------------- | ------------- | ------------ | ------------- | ------- |
| Mathias Raymond | Skiff       | 6 min 58 s 60 | 3e QF  | BYE       | BYE       | 7 min 20 s 16    | 5e DF C/D        | 7 min 38 s 17 | 3e FC        | 7 min 36 s 35 | 18e     |

### Judo
Yann Siccardi est le seul judoka monégasque à concourir aux Jeux de Londres. Il participe, à 26 ans, pour la seconde fois aux épreuves olympiques de judo après 2008 où il avait fini 21e ex aequo après son élimination par ippon en 16e de finale par le Britannique Craig Fallon lors du tournoi des moins de 60 kg. De plus, depuis 2007, il a remporté trois médailles d'or lors des Jeux des petits États d'Europe 2007, 2009 et 2011 ainsi que la médaille d'argent du tournoi des Jeux méditerranéens de 2009. Siccardi s'est également classé à la cinquième place des Jeux de la Francophonie 2009 et du tournoi World Cup de Bucarest 2011 ainsi qu'à la septième place du tournoi World Cup de Lisbonne.

#### Qualification
Les qualifications aux épreuves de judo sont basées sur le classement de la Fédération internationale de judo (IJF) au 1er mai 2012. Les 22 meilleurs hommes et les 14 meilleures femmes de chaque catégorie sont qualifiés, avec au maximum un athlète par pays dans chaque catégorie. De plus, cent places supplémentaires sont attribuées aux cinq continents d'après leur nombre de fédérations nationales. Ainsi, les 25 Européens ayant le plus de points au classement IJF, toutes catégories confondues, sont également qualifiés.
Yann Siccardi, qui figure à la 62e place de classement de l'IJF avec 123 points, ne se qualifie pas grâce à celui-ci,. Cependant, il obtient une place pour les Jeux grâce à une invitation de la commission tripartite (composée du CIO, de l'ACNO et de l'IJF) aux côtés de 16 autres athlètes dont 4 dans sa catégorie (qui représentent le Bénin, le Cambodge, le Guyana et le Honduras),,. Cette invitation aux Jeux olympiques est permise notamment grâce à sa participation aux Championnats du monde 2011 et aux championnats d'Europe 2011 et 2012,,.

#### Résultat
Yann Siccardi participe au tournoi des moins de 60 kg le 28 juillet, soit le premier jour des compétitions de judo. Exempté de 32e de finale, il affronte le Yéménite Ali Khousrof, 55e mondial, lors des 16e de finale,. Il commente le tirage de cet adversaire comme un tirage assez correct même s'il faut faire le travail. Le combat entre les deux hommes a lieu aux alentours de 10 h 30 WET. 
Durant celui-ci, Khousrof est le premier à marquer un yuko pour avoir effectué un Tai-Otoshi sur le Monégasque après 1 min 9 s. Cependant, Siccardi revient au score en recevant un yuko après deux pénalités reçues par son adversaire pour non-combativité (à la 56e seconde et à 4 min 26 s du combat). Cette égalité à la fin du temps réglementaire mène les deux athlètes au « golden score » où le judoka de Monaco (à la 46e seconde de celui-ci) fait un juji-gatame à son adversaire, ce qui lui permet de marquer un ippon, de remporter le combat et de se qualifier pour le tour suivant. L'athlète pense qu'il n'a pas lâché l'affaire et qu'il a profité de l'affaiblissement de son adversaire.
Le huitième de finale de Siccardi a lieu environ une heure après son premier combat. Il rencontre le Russe Arsen Galstyan, quatrième mondial, tête de série numéro 4 et futur champion olympique,. Celui-ci répond à son rang puisqu'au bout d'une minute et vingt-sept secondes de combat, Galstyan met un juji-gatame à Siccardi, ce qui provoque un ippon en faveur du Russe et par conséquent la fin du combat pour le Monégasque. Il s'agit également de la fin du tournoi pour lui puisque seuls les quarts de finaliste peuvent disputer la phase de repêchage pour tenter d'obtenir une médaille de bronze. Il finit à la neuvième place ex aequo de l'épreuve et améliore donc son résultat de 2008,. Pour Siccardi, le Russe « a été opportuniste » en lui portant une clé de bras « fatale » au bon moment.
L'entraîneur de Yann Siccardi, Marcel Pietri, pense que son athlète a été au niveau et qu'il avait « un judo dangereux et explosif ». Il croit également qu'il « s'est imposé mentalement » et qu'il a progressé au niveau du physique. Enfin, selon lui, son athlète a « une marge de progression [...] évidente » et « est sur les bonnes traces du haut niveau ». Le prince Albert II, quant à lui, croit que le judoka « n'a pas démérité » malgré son tableau de la compétition peu favorable et que le pays « pourra encore compter sur lui pour d'autres grands rendez-vous ».
| Athlète       | Épreuve               | 32e de finale       | 16e de finale                     | 8e de finale                     | Quart de finale     | Demi-finale         | Repêchage           | Combat pour la médaille de bronze | Finale              | Finale |
| Athlète       | Épreuve               | Adversaire Résultat | Adversaire Résultat               | Adversaire Résultat              | Adversaire Résultat | Adversaire Résultat | Adversaire Résultat | Adversaire Résultat               | Adversaire Résultat | Rang   |
| ------------- | --------------------- | ------------------- | --------------------------------- | -------------------------------- | ------------------- | ------------------- | ------------------- | --------------------------------- | ------------------- | ------ |
| Yann Siccardi | Moins de 60 kg hommes | Exempté             | Khousrof (YEM) Victoire 0101–0012 | Galstyan (RUS) Défaite 0000–0100 | Non qualifié        | Non qualifié        | Non qualifié        | Non qualifié                      | Non qualifié        | 9e     |

### Natation
Porte-drapeau de la délégation monégasque, Angélique Trinquier est la première et la seule représentante de la principauté en natation,. Elle est aussi la troisième femme monégasque à participer aux Jeux olympiques (et la seconde aux Jeux d'été) après Fabienne Pasetti en tir et Alexandra Coletti en ski alpin. À 21 ans, elle participe pour la première fois aux Jeux olympiques même si elle a participé au camp de la Jeunesse des Jeux olympiques d'été de 2008. Elle prend part également aux Jeux des petits États d'Europe depuis 2005 et a obtenu une médaille de bronze en tant que membre du relais 4 × 200 m nage libre lors de l'édition 2011,. Enfin, elle a représenté la principauté aux championnats du monde de natation 2009 et 2011.

#### Qualification
Angélique Trinquier a pu être sélectionnée pour les Jeux olympiques même si elle n'est pas parvenue à réaliser les temps qualificatifs requis (qui étaient de 1 min 0 s 82 et de 1 min 2 s 95 pour le 100 m dos). En effet, le Comité olympique monégasque pouvait inscrire un nageur et une nageuse sans tenir compte des temps de qualification ou de sélection olympique à condition que le ou les nageurs potentiellement retenus aient participé aux Championnats du monde de natation 2011 à Shanghai (Chine) et qu'ils reçoivent ensuite une invitation pour participer aux Jeux. Cette invitation est accordée par la Fédération internationale de natation (FINA) suivant une table de points qu'elle utilise pour classer les nageurs.
Trinquier, qui a participé aux Championnats du monde 2011 en prenant la 52e place du 50 m dos avec un temps de 33 s 19 et la 53e et dernière place du 100 m dos avec un temps de 1 min 11 s 38, a marqué, avec son temps effectué lors de ces championnats, assez de points pour obtenir une invitation de la FINA et donc sa qualification pour les Jeux de Londres.

#### Résultat

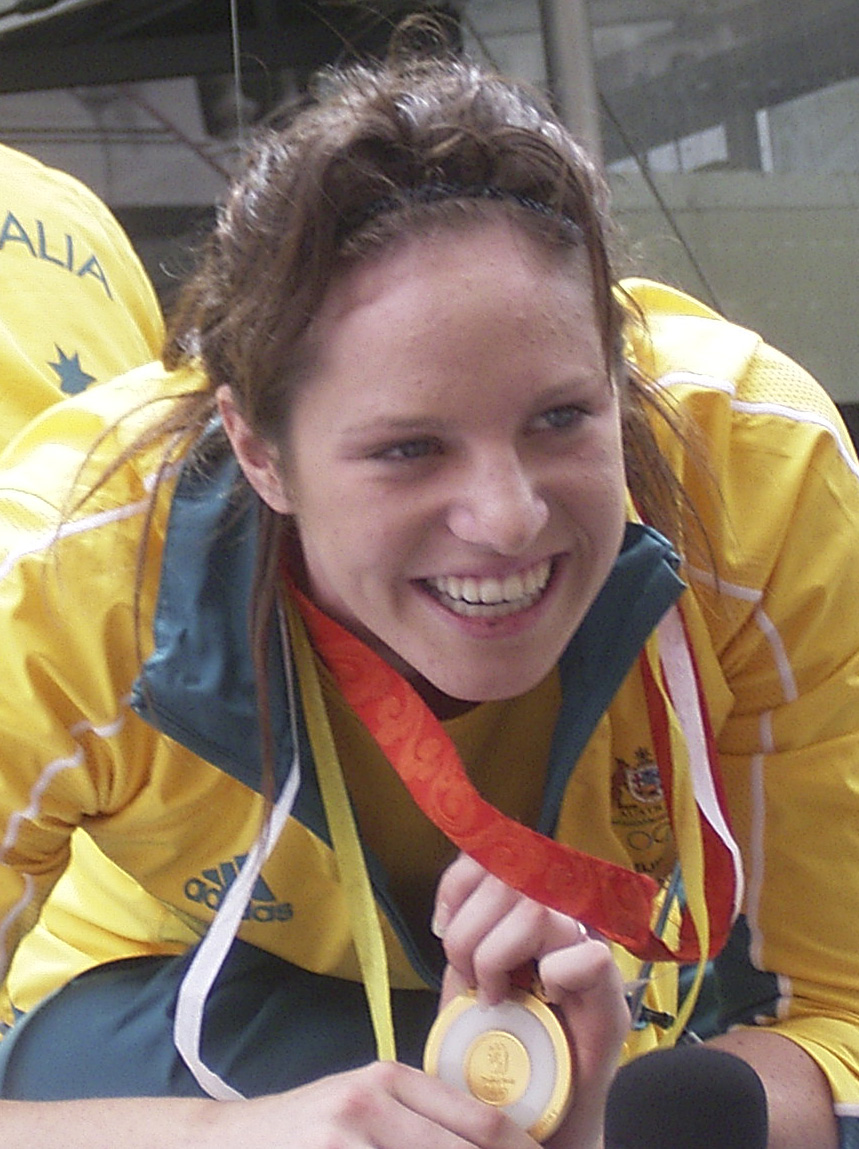
L'Australienne Emily Seebohm (ici lors des Jeux olympiques d'été de 2008) remporte les séries du 100 m dos auxquelles Angélique Trinquier participe.

Angélique Trinquier participe à l'épreuve du 100 m dos, dont les séries ont lieu dans la matinée du 29 juillet 2012. Avant celles-ci, elle déclare qu'elle a « de bonnes sensations dans cette piscine qui a l'air d'être rapide » et qu'elle ambitionne de battre son record personnel. Le jour de la compétition, la nageuse monégasque participe à la première des six séries aux côtés de quatre autres athlètes. Durant celle-ci, elle parcourt les 50 premiers mètres en 33 s 88 et termine la course à la cinquième position où elle est restée durant toute la distance avec un temps de 1 min 10 s 79, ce qui lui permet de réaliser un nouveau record personnel,. Elle termine à 4 s 41 de la première de sa série, la nageuse du Honduras Karen Vilorio et elle réalise le 45e et dernier temps de l'ensemble des séries, remportées par l'Australienne Emily Seebohm avec un résultat inférieur de 12 s 56 à celui de la Monégasque. Par conséquent, Angélique Trinquier est éliminée de la compétition puisque seules les 16 meilleures nageuses se qualifient pour les demi-finales de l'épreuve.
Après les séries, Angélique Trinquier commente sa course en disant qu'« il y avait peut-être la place pour faire un peu mieux » et qu'elle a subi la pression du public présent car elle s'est « un peu bloquée » avec « tout ce monde ». Son entraîneur Jean-Louis Lecharpentier, quant à lui, pense que sa nageuse aurait pu faire « un peu mieux » étant donné les temps réalisés lors de ses entraînements mais qu'il comprend « son « stress » quand elle
est arrivée sur le bassin avec autant de monde présent autour d'elle en tribunes ». Pour lui, son athlète « a fait le maximum » pour la principauté et cela est « tout à fait bien. ». Enfin, Albert II commente la performance de son athlète en disant que « c'était difficile d'espérer faire mieux car le niveau de la compétition était très relevé » mais qu'« [elle] a eu le mérite d'améliorer son temps ». Il espère également la voir concourir lors d'autres compétitions.
| Athlète             | Épreuve   | Séries        | Séries | Demi-finale   | Demi-finale   | Finale        | Finale        |
| Athlète             | Épreuve   | Temps         | Rang   | Temps         | Rang          | Temps         | Rang          |
| ------------------- | --------- | ------------- | ------ | ------------- | ------------- | ------------- | ------------- |
| Angélique Trinquier | 100 m dos | 1 min 10 s 79 | 45e    | Non qualifiée | Non qualifiée | Non qualifiée | Non qualifiée |

### Triathlon
Hervé Banti est le seul triathlète monégasque présent à Londres. Âgé de 35 ans, il est également le premier triathlète représentant la principauté aux Jeux olympiques,. Depuis 2007, cet athlète a participé à des manches de Coupe d'Europe et de Coupe du monde de triathlon, notamment à Auckland, Edmonton et Tongyeong en 2011, ainsi qu'aux championnats du monde longue distance en 2009 et aux championnats d'Europe en 2011. Enfin, il remporte à Malte, en 2009, le triathlon réservé aux athlètes des petits États d'Europe,.

#### Qualification
Pour l'épreuve masculine de triathlon, 52 athlètes se sont qualifiés directement soit en remportant une des épreuves continentales de qualification olympique soit étant parmi les trois premiers de l'épreuve mondiale de qualification olympique de 2011 soit également en étant parmi les 44 qualifiés de la liste de qualification olympique.
En ce qui concerne Hervé Banti, il n'a pas été qualifié à travers ces épreuves ni par la liste où il figure à la 122e place. Toutefois, en faisant partie des 140 premiers de cette liste, il est admissible aux Jeux et cela lui a permis, ainsi que sa première place au classement des triathlètes monégasques, d'être le seul triathlète invité par la commission tripartite (composée du CIO, de l'ACNO et de la Fédération internationale de triathlon (ITU)) et par conséquent, de participer aux Jeux de Londres,.

#### Résultat

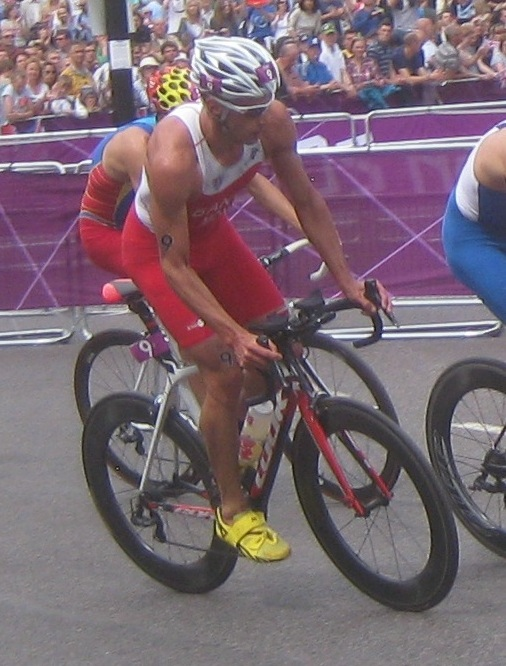
Hervé Banti pendant la partie cycliste de son triathlon.

Le triathlon masculin olympique a lieu le 7 août 2012 en fin de matinée. Hervé Banti commence son épreuve par de la nage durant 1,5 km dans le lac Serpentine. Il parcourt cette distance en 18 min 55 s, ce qui lui permet de prendre la 49e place de cette partie. L'athlète est peu satisfait de ce temps puisqu'il pense qu'il n'a pas été « terrible » car il a été bloqué. Après une transition de 40 s (24e meilleure transition), il débute la partie cycliste du triathlon longue de 43 km,. En prenant la 16e place de cette partie avec un temps de 58 min 51 s, il remonte à la 44e place temporaire. Cependant, il redescend à la 49e place provisoire après une seconde transition lente (43e transition la plus rapide avec 32 s). Le Monégasque achève ensuite son épreuve par de la course à pied pendant 10 km autour de la Serpentine et réalise le 48e temps de cette partie en 33 min 44 s. Il juge sa performance en course à pied moyenne en raison notamment d'« une légère défaillance physique ». Finalement, il termine à la 49e place du triathlon (sur 54 classés) avec un temps de 1 h 52 min 42 s soit 6 min 15 s de plus que le vainqueur de l'épreuve, le Britannique Alistair Brownlee.
Pour Banti, ce triathlon a été « très dense et très intense » mais il a été immensément heureux et joyeux d'avoir pu faire cette épreuve. Son entraîneur Stéphane Palazzetti, quant à lui, croit que son athlète « n'a rien à se reprocher » et qu'« il n'a pas triché avec lui-même ». En détail, il pense qu'après une natation « compliquée », Banti a « donné le maximum » en cyclisme et que le dix kilomètres à pied s'est révélé compliqué à cause des efforts déjà fournis et de soucis digestifs. Enfin, le prince Albert II pense que le sportif « est plus à l'aise sur longue distance » mais qu'« il a fait une bonne prestation dans un contexte relevé ».
| Athlète     | Épreuve | Nage (1,5 km) | Transition 1 | Vélo (43 km) | Transition 2 | Course à pied (10 km) | Total temps     | Rang |
| ----------- | ------- | ------------- | ------------ | ------------ | ------------ | --------------------- | --------------- | ---- |
| Hervé Banti | Hommes  | 18 min 55 s   | 0 min 40 s   | 58 min 51 s  | 0 min 32 s   | 33 min 44 s           | 1 h 52 min 42 s | 49e  |

### Voile
Un unique navigateur de Monaco, Damien Desprat, participe aux épreuves olympiques de voile. Même si à 37 ans, il prend part aux Jeux olympiques pour la première fois, il a une longue carrière sportive derrière lui,. En effet, depuis sa première participation aux Championnats du monde en optimist en 1988, il a gagné quatre médailles (dont deux d'or) lors des Jeux des petits États d'Europe en 1993, 1997, 2003 et 2009. Depuis 2008, il a participé aux championnats du monde 2008 à Melbourne et 2011 à Perth ainsi qu'aux Jeux méditerranéens de 2009 et à la Coupe du monde de voile depuis 2010.

#### Qualification
Les navigateurs pouvaient se qualifier via les championnats du monde 2011 où 75 % des places pour les Jeux étaient attribués ou via les championnats du monde 2012 où les places restantes étaient accordées. Pour l'épreuve du laser, 35 places étaient attribuables en 2011 et 12 en 2012. Cependant, en prenant la 85e place des championnats du monde 2011 et la 133e des championnats 2012, Damien Desprat ne prend aucune de ces places.
Toutefois, étant donné que toutes les places pour l'épreuve n'ont pas été utilisées, celles non utilisées ont pu être réattribuées par la commission tripartite (composée du CIO, de l'ACNO et de la Fédération internationale de voile (ISAF)) pour inviter des athlètes à participer aux Jeux,. Desprat, admissible aux Jeux grâce à sa présence dans le classement mondial (115e mondial en laser dans le classement du 30 mai 2012), a obtenu une de ces places (avec le Monténégrin Milvoj Dukic) et s'est, par conséquent, qualifié pour les Jeux.

#### Résultat
Damien Desprat arrive sur le site des compétitions de voile à Weymouth le 23 juillet 2012 pour récupérer son matériel et l'assembler, étape où « il y a [eu] un léger problème » en raison de la coque mal finie, et enfin pour commencer à s'entraîner après deux jours de perdus,. L'épreuve du laser, à laquelle il participe, débute le 30 juillet. Deux régates ont lieu ce jour-là ainsi que le 31 juillet et les 1er, 3 et 4 août. Durant cette première journée, il se place aux 44e et 45e positions des deux premières courses tandis que lors du second jour, il finit aux 45e et 39e places des deux régates. Son entraîneur Marco Superina qualifie son athlète de « moteur diesel » ce qui explique pour lui ses débuts mitigés. L'athlète explique ce départ en déclarant qu'il faisait ses « réglages au lieu d'être complètement dans la course ». Les jours suivants, il termine aux 39e, 40e, 43e, 42e, 32e, 41e rangs, et enfin à la 25e place lors de sa dernière régate. Après l'ensemble de ces régates, il termine à la 46e place de l'épreuve avec 396 points au total et 351 points nets soit 308 points de plus que le champion olympique, l'Australien Tom Slingsby,,. Cette place ne lui permet pas de disputer la course à la médaille où seuls les dix meilleurs navigateurs des dix premières régates sont qualifiés.
Après l'épreuve, son entraîneur est « assez content » de l'ensemble de la compétition et pense que « les derniers résultats partiels obtenus montrent son niveau » tandis que le prince Albert II trouve que son « résultat est une petite déception » et « qu'il pouvait faire dix places de mieux »,. Toutefois, il s'agit pour lui d'une « participation honnête » et pense que pour l'athlète, « c'est une belle récompense d'avoir participé à des Jeux ». En ce qui concerne Desprat lui-même, il tire « un bilan positif, sur une expérience hors du commun » qui représente pour lui la réalisation d'un rêve d'enfant. Selon lui, il s'est « fait plaisir » et a eu « de bonnes sensations » même s'il était « strappé » en raison d'une légère déchirure du ligament de la cheville droite et qu'il a « pêché » au début de la compétition. Enfin, concernant son futur à court terme, il souhaite continuer jusqu'aux Jeux méditerranéens de 2013.
| Athlète        | Épreuve | Régate | Régate | Régate | Régate | Régate | Régate | Régate | Régate | Régate | Régate | Régate       | Points nets | Rang final |
| Athlète        | Épreuve | 1      | 2      | 3      | 4      | 5      | 6      | 7      | 8      | 9      | 10     | CM           | Points nets | Rang final |
| -------------- | ------- | ------ | ------ | ------ | ------ | ------ | ------ | ------ | ------ | ------ | ------ | ------------ | ----------- | ---------- |
| Damien Desprat | Laser   | 44     | 45     | 45     | 39     | 40     | 43     | 42     | 32     | 41     | 25     | Non qualifié | 351         | 45e        |

## Bilan
Même si lors de ces Jeux, Monaco n'a pas encore remporté sa première médaille olympique, Albert II est satisfait des sportifs monégasques présents car ils ont « atteint leurs objectifs ou réalisé de bonnes performances ». Il pense également que « présenter une équipe olympique de six athlètes [...], c'est déjà très bien » et espère que l'un de ces athlètes atteindra dans le futur une finale olympique voire un podium.

## Aspects extra-sportifs

### Maison de Monaco

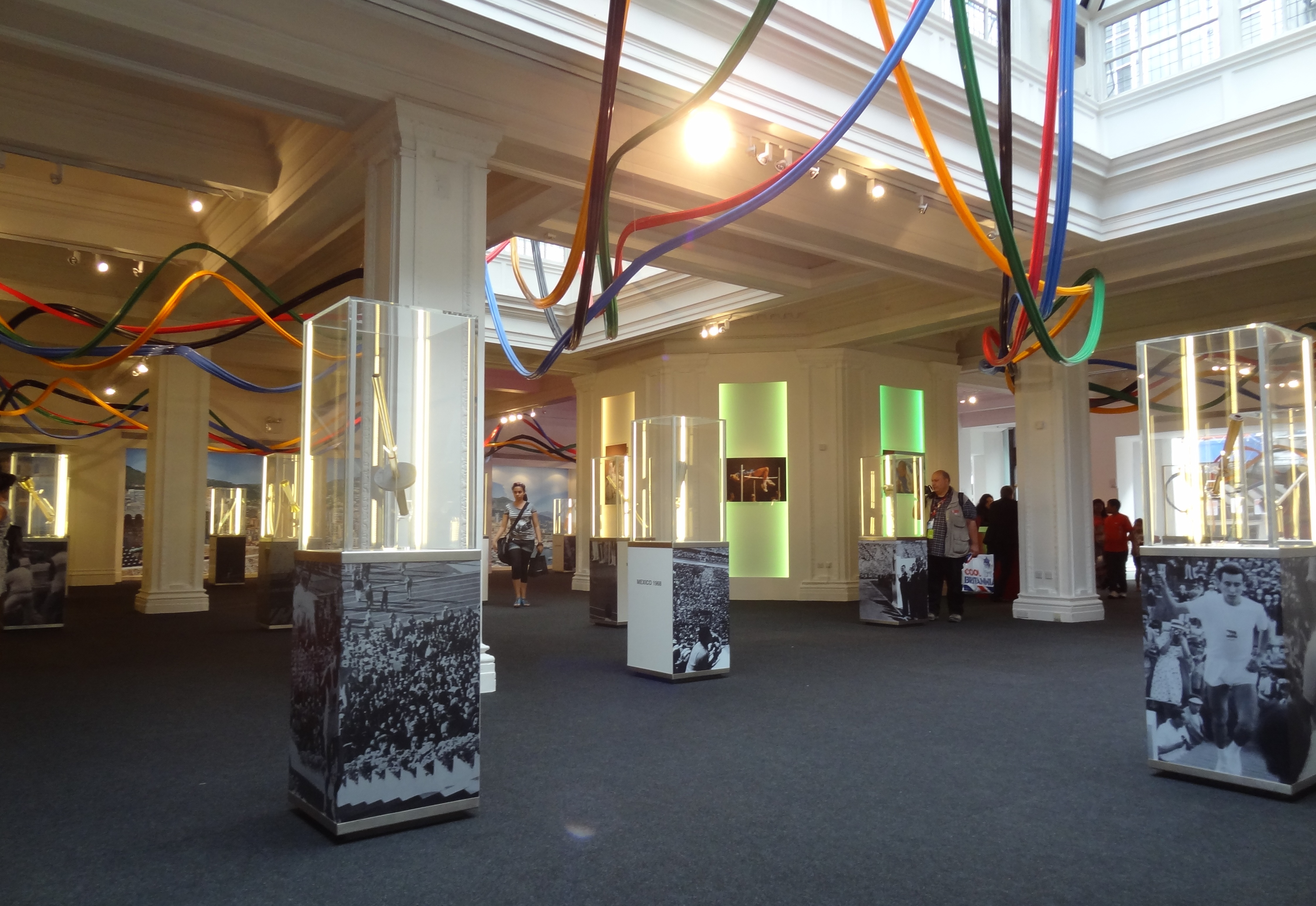
La Maison de Monaco.

Située dans le quartier de Piccadilly, la Maison de Monaco est la vitrine du pays durant les Jeux de Londres. Grande de 550 m2, elle abrite au rez-de-chaussée une exposition permanente consacrée aux torches olympiques de la collection personnelle du prince Albert II (depuis celle des Jeux olympiques d'été de 1936) ainsi qu'à différents aspects de la principauté de Monaco. Elle sert également à recevoir des réceptions comme celle qui a lieu le 28 juillet en présence de membres du CIO et de présidents de CNO. La Maison accueille également des « VIP » comme des ambassadeurs ou des entrepreneurs par exemple. Enfin, selon Elisabeth Ritter-Moati, responsable de l'infrastructure, 500 personnes visitent la Maison de Monaco chaque jour durant les Jeux.

### Diffusion des Jeux à Monaco
Aucune chaîne de télévision monégasque (comme TMC, par exemple) ne diffuse les Jeux de Londres. Cependant, le public monégasque peut suivre les compétitions sur le site web de l'UER, sur Eurosport et son site web ainsi que sur les chaînes du groupe France Télévisions (France 2, France 3, France 4 et France Ô) et sur TF1 (uniquement pour les cérémonies d'ouverture et de clôture).

### Timbre
À l'occasion des Jeux olympiques de 2012, l'Office des émissions de timbres-poste de Monaco (OETP) émet un timbre intitulé « Jeux olympiques de Londres 2012 ». Dessiné par Robert Prat et gravé par Elsa Catelin, il présente les trois éditions des Jeux olympiques d'été qui ont eu lieu à Londres avec de gauche à droite : l'avers des médailles olympiques des Jeux de 1908, l'affiche des Jeux de 1948 et le logo des Jeux de 2012. Les inscriptions Monaco (en rouge) et London 2012 (en noir) ainsi que les anneaux olympiques et le logo de l'OETP y figurent également.

### Tenues
Les tenues officielles de la délégation monégasque (notamment celles portées durant les cérémonies) durant ces Jeux ont été dessinées spécialement pour l'occasion par la marque Louis Vuitton.